# Михо Милишић
Михо Милишић (1711 — 1798) је био монах и аустријски конзул прије 1766, а бавио се и историјским темама. 1779. године објавио је књигу Хорографија Пећке патријаршије. У њој је написао да у Црној Гори живе многе старе и благородне српске породице. Будва му је приморска варош у Албанији, Свети Сава је светац којег поштују и римокатолици иако га немају у календару.